# Stilo (scrittura)

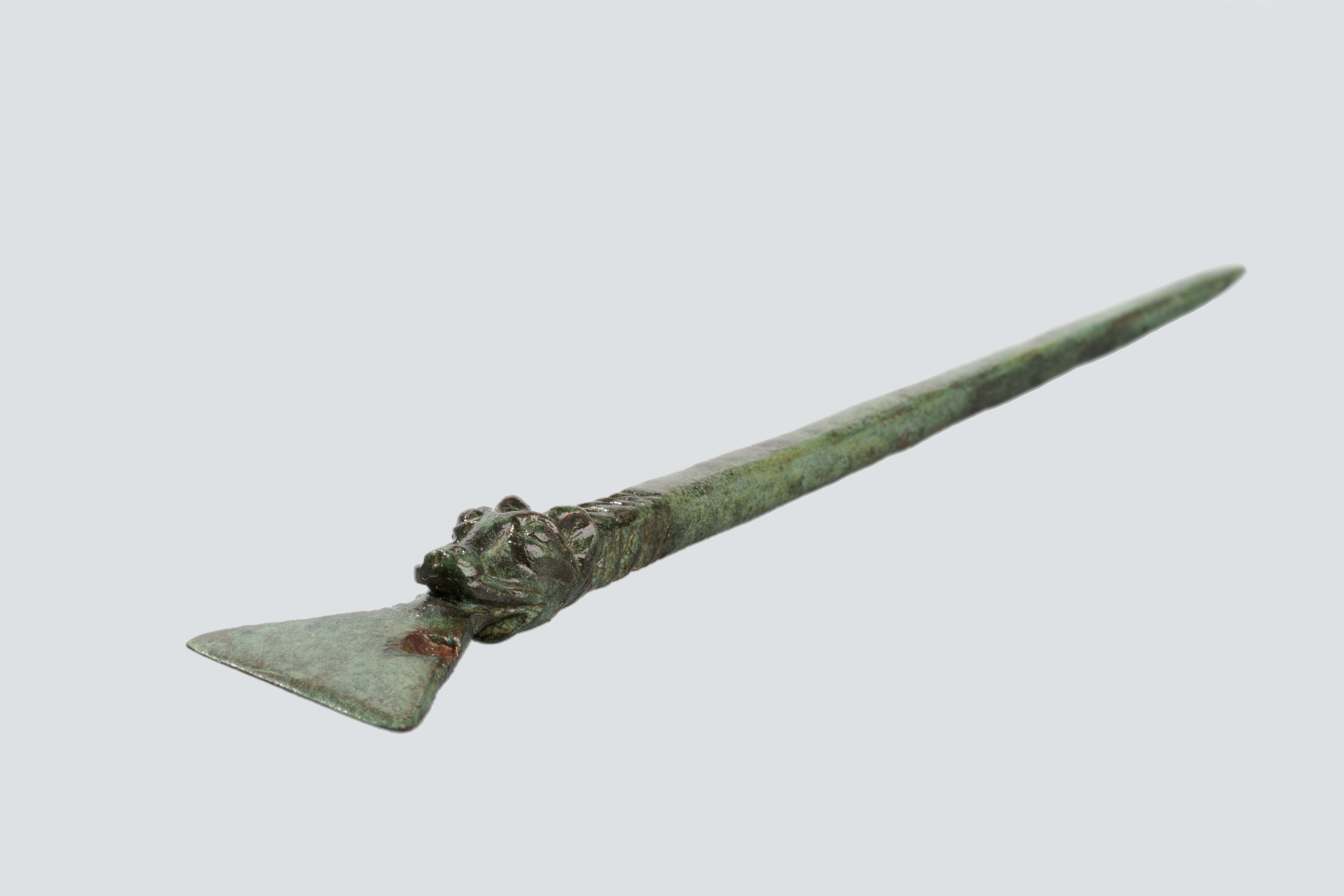
Stilo bronzeo di età romana rinvenuto a Tiel.

Lo stilo era un antico strumento impiegato per l'attività scrittoria, consistente in un’asticella generalmente di legno, osso o metallo. Si presentava appuntito ad un'estremità, per incidere il supporto - normalmente una tavoletta cerata - mentre dalla parte opposta era piatto, così da raschiare la superficie di scrittura e poter scrivere un nuovo testo.
Il termine stilo è talvolta usato per indicare il calamo, un pezzo di canna usato in Mesopotamia per incidere segni cuneiformi su tavolette d'argilla.
Dallo stilo, per senso traslato, deriva il termine stile.